# Pierre de Brilhac
Pierre de Brilhac, seigneur de Nouzières et vicomte de Gençay, est un magistrat français, né à Paris le 26 janvier 1667, mort également à Paris le 31 janvier 1734, premier président du Parlement de Bretagne du 2 mars 1703 jusqu'à sa mort.

## Famille
La famille de Brilhac de Nouzières est une ancienne famille noble du Poitou. 

### Origines familiales
Ses parents étaient Nicolas Chrétien de Brilhac de Nouzières, vicomte de Gençay (après héritage de son frère Pierre, et érection de cette baronnie en vicomté par lettres patentes en mai 1655), conseiller au Parlement de Paris († 1685), et dame Catherine Jeanne Auzanet. 
Ce Nicolas de Brilhac était un ami de Jean Racine, qui l'aurait consulté pour la rédaction de sa comédie des Plaideurs (1668),.

### Grand-père maternel
Barthélemy Auzanet (1591-1673), grand-père maternel de Pierre de Brilhac, était un avocat réputé au Parlement de Paris. Il fut nommé conseiller d'État et participa à la commission présidée par Pussort pour la rédaction des ordonnances royales.

### Mariages et descendance
Le fils succéda à son père au Parlement de Paris en 1688. Le 17 novembre 1693, il épousa Marie-Anne de Choüet de Genvreau (v. 1675- v. 1705), fille de Pierre Choüet, sieur de Genvreau, conseiller au Parlement de Bretagne. 
En 1703, il fut nommé premier président de ce Parlement en remplacement de René Lefebvre de la Faluère (1632-1708), qui vendit la charge 60 000 livres auxquelles s'ajoutent 30 000 livres accordées par le roi en récompense de ses services. 
En 1708, il épousa en secondes noces une Rennaise, fille d'un conseiller, Pélagie-Constance de Lys (1688- † 11 novembre 1731). 
De son premier mariage il avait eu une fille, Marie-Anne-Geneviève de Brilhac (1702- † 21 avril 1779), qui épousa d'abord André-Joseph de Robien de Campson (1684- v. 1727), conseiller au Parlement de Bretagne, puis Jean-François Dinan de Coniac (1684-1739), exerçant la même fonction ; du second mariage il eut un fils, Pierre René Eugène de Brilhac (1709-1776), qui fut aussi conseiller au Parlement de Bretagne.

## Premier président du Parlement de Bretagne

### Nomination et contexte
Pendant les trente ans qu'il fut premier président, il se montra un serviteur zélé du gouvernement, ce qui ne lui valut pas que des sympathies, ni au sein du Parlement, ni dans la province en général. Son ignorance de la réalité sociale bretonne et son attachement aux intérêts royaux lui valurent une réputation défavorable auprès de la noblesse bretonne, qui le tenait pour peu soucieux des privilèges et libertés de la province.

### L'exil sous la Régence (1716-1719)
Sous la Régence, il tomba en disgrâce, et il dut se retirer sur ses terres du Poitou pendant trois ans, de 1716 à 1719. Cette disgrâce s'inscrit dans le contexte plus large de la crise politique bretonne liée au refus du "don gratuit" par les États de Bretagne.
En décembre 1717, les États de Bretagne, assemblés à Dinan, refusent d'accorder le don gratuit de 2 millions de livres au Régent avant d'avoir vérifié l'état des finances provinciales<. Le maréchal de Montesquiou, gouverneur de Bretagne depuis 1716, dissout alors les États et fait exiler les députés les plus influents.

### La Conspiration de Pontcallec et le retour de Brilhac
Pendant ses années d'exil, une révolte fut menée par les nobles à partir de septembre 1717, tant aux États qu'au Parlement de Bretagne, contre la fixation sans débat du « don gratuit », impôt dû par la province à la couronne. Le maréchal de Montesquiou, alors gouverneur de Bretagne, mena la crise sans nuance. 
Cette crise débouche sur la Conspiration de Pontcallec (1718-1720), tentative de soulèvement menée par une partie de la noblesse bretonne contre la politique fiscale du Régent. En septembre 1719, le maréchal de Montesquiou pénètre dans Rennes à la tête d'une armée de 15 000 hommes pour réprimer la conspiration.
Ce dernier se plaint de l'absence de chef au Parlement. Devant la révolte grandissante de la noblesse en juillet 1719, Brilhac est finalement appelé à reprendre ses fonctions. L'exécution du marquis de Pontcallec et de trois de ses compagnons le 26 mars 1720 à Nantes marque la fin de cette tentative de révolte.

### L'incendie de Rennes de 1720
Lors du grand incendie de Rennes en 1720 qui détruisit près de 900 maisons, le Parlement de Bretagne est épargné, grâce à l'initiative de Pierre de Brilhac, qui fit emplir d'eau les plombes entourant le bâtiment. Un témoignage contemporain précise : « Le Palais se garantit par sa hauteur et par la quantité d'eau qu'on transporta dans les plombs avec laquelle on eteignoit les flammes des que le vent y portoit ».

### La reconstruction et l'hommage à Brilhac
La reconstruction de la ville commença trois ans plus tard, sous la direction de Jacques Gabriel, architecte du roi. Gabriel, qui succède à l'ingénieur Robelin en 1724, conçoit l'aménagement de la place du Parlement et la construction de l'hôtel de ville de Rennes (1734-1743).
Par un arrêt du 12 décembre 1726, le Conseil municipal dénomma les nouvelles rues et places créées. C'est alors que la voie joignant la place du Parlement et la place Royale (place de la Mairie) reçut le nom de « rue de Brilhac », qu'elle porte toujours. Cette dénomination, dans le cadre d'une nomenclature qui revendiquait un triple parrainage royal, institutionnel et breton, témoigne de la volonté d'affirmer l'autorité royale face aux particularismes bretons.
Dans la toponymie rennaise, Pierre de Brilhac a aussi donné son nom à l'hôtel de Brilhac (13, rue des Dames), construit au XVIIe siècle pour la famille Champion de Cicé, loué en 1676 par le Conseil municipal pour loger le duc de Chaulnes, gouverneur de la province, et racheté par le premier président au moment de son installation à Rennes.

## Iconographie
Pierre de Brilhac est représenté dans plusieurs œuvres d'art conservées dans les collections publiques françaises :
- Portrait conservé au musée de Bretagne (vers 1700), présentant le magistrat de trois-quart, portant perruque et vêtu de sa robe rouge de parlementaire[21]
- Gravure de Gilles Edme Petit conservée au château de Versailles[22]

## Hommage
- Une rue du quartier Centre de Rennes porte son nom.

## Sources
- Théophraste Renaudot, Gazette de France, vol. 1, p. 256, éd. Impr. de la Gazette aux galeries du Louvre, 1766
- Jean Pinsson de La Martinière, Nicolas Besongne, Louis Trabouillet, L'État de la France: ou l'on voit tous les princes, ducs et pairs, marêchaux de France, et autres officiers de la couronne, vol. 4, p.351,éd. Compagnie des Libraires Associés, 1722
- Antoine René H. Thibaudeau, Abrégé de l'histoire du Poitou contenant tout ce qui s'est passé de remarquable dans cette province depuis le règne de Clovis jusqu'au commencement de ce siècle, p. 393, éd. Desmonville, 1788
- Gautier Aubert et Georges Provost (dir.), Rennes 1720. L'incendie, Presses Universitaires de Rennes, 2020
- Guy Gauthier, La Conspiration de Pontcallec, Coop Breizh, 2011
- François Bergot, Une œuvre de Jacques Gabriel, l'Hôtel de Ville de Rennes, préface de Henri Fréville
- Notice rédigée par Joël David, chargé d'odonymie à la ville de Rennes.
- Frédéric Saulnier, Le Parlement de Bretagne, 1554-1790, vol.1, p. 173-175, éd. Imprimerie de la Manutention, 1991,  (ISBN 2-85554-047-X)